# حارة نكتورين

## حارة نكتورين
حارة شريرة توجد بجانب بنك جرينجوس وتعرف ببائعيها الذين يبيعون اشياء تخص السحر الأسود وفنونه ذهب هاري لهاته الحارة عن طريق الخطأ عندما كان يريد الذهاب عن طريق مسحوق فلو وفي الجزء السادس تبع هاري بوتر دراكو مالفوي عندما كان ذاهباً لها ورأى هاري دراكو يهدد صاحب بورجين وبروكس بشيء ما.